# Tune
Tune – polska grupa rockowa określana jako art rockowa. Powstała w 2011 roku w Łodzi z inicjatywy Jakuba Krupskiego, Adama Hajzera, Leszka Swobody, Wiktora Pogody i Janusza Kowalskiego.
Grupa zyskała przychylność krytyków dzięki niekonwencjonalnym zestawieniom instrumentalnym, oraz stylistycznym. Wspaniały, psychodeliczny koncept, zastosowanie akordeonu w hermetycznej stylistyce rocka progresywnego, symfoniczne brzmienia, oraz współpraca z kojarzonym z muzyką popową wokalistą wyróżnia zespół na tle innych związanych z tym gatunkiem.
W 2011 roku ukazał się debiutancki album grupy Lucid Moments, recenzowany w Polsce (płyta roku, debiut roku), oraz za granicą.
W 2012 roku koncert grupy wyemitowany został w TVP Kultura oraz TVP2. Tego samego roku zespół wziął udział w konkursie 4 edycji muzycznego show Must Be The Music i ostatecznie dostał się do finałowej grupy uczestników programu.
W 2014 roku ukazał się drugi album zespołu Identity wydany przez berlińską wytwórnię Dust On The Tracks
W 2015 roku do zespołu dołączył Piotr Białek, gitarzysta, oraz klawiszowiec.

## Dyskografia
- Lucid Moments (2011)
- Identity (2014)
- III (2017)

## Single
| Rok wydania | Tytuł      | Pozycja na liście | Pozycja na liście |
| Rok wydania | Tytuł      | TurboTop          | LP3               |
| ----------- | ---------- | ----------------- | ----------------- |
| 2017        | „Sky High” | 1                 | -                 |
| 2017        | „Icarus”   | 1                 | 17                |

## Inne notowane utwory
| Rok wydania | Tytuł    | Pozycja na liście |
| Rok wydania | Tytuł    | TurboTop          |
| ----------- | -------- | ----------------- |
| 2017        | „My Way” | 1                 |

## Członkowie Tune
- Jakub Krupski – wokal, instrumenty klawiszowe
- Adam Hajzer – gitara
- Leszek Swoboda – gitara basowa
- Wiktor Pogoda – perkusja
- Michał Chojecki – akordeon, instrumenty klawiszowe
- Piotr Białek – gitara, instrumenty klawiszowe (nieaktywny)
- Janusz Kowalski – akordeon, instrumenty klawiszowe (nieaktywny)